# Mnium hygrometricum
Mnium hygrometricum là một loài Rêu trong họ Mniaceae. Loài này được (Hedw.) With. mô tả khoa học đầu tiên năm 1801.